# NGC 403
NGC 403 je galaksija u zviježđu Ribe.

## Vanjske poveznice
- SEDS: NGC 403